# Stefan Henryk Rygiel
Stefan Henryk Rygiel (ur. 7 kwietnia 1887 w Warszawie, zm. luty 1945 Bergen-Belsen) – polski kolekcjoner ekslibrisów, bibliotekarz i bibliofil, historyk literatury.

## Życiorys
Urodził się w Warszawie 7 kwietnia 1887 w rodzinie Henryka i Leonii z Borszów. Po ukończeniu gimnazjum studiuje na wydziale filozofii w uniwersytecie Berlińskim oraz Jagiellońskim.
Jako ochotnik brał udział w wojnie polsko-bolszewickiej.
Brał udział jako ekspert w Komisji Rewindykacyjnej, która była organem wykonawczym zawartego traktatu ryskiego.
W latach 1915–21 był zatrudniony w Bibliotece Uniwersyteckiej w Warszawie. W 1924 obejmuje kierownictwo Biblioteki Uniwersyteckiej w Wilnie i prowadzi ją przez następne pięć lat.
W okresie międzywojennym Rygiel posiadał znaczną kolekcję ekslibrisów polskich. Posiadał również własne ekslibrisy wykonane przez Gracjana Achrem–Achremowicza, Gerarda Ciołka, Stanisława Dąbrowskiego i Wacława Husarskiego.
Żonaty był z Wandą Sieramską, która brała udział w Powstaniu Warszawskim. Mieli jednego syna Iwo, który zginął 2 sierpnia 1944 pod Pęcicami.
Stefan Rygiel zmarł w lutym 1945 w obozie KL Bergen-Belsen. Jego grób symboliczny znajduje się na cmentarzu ewangelicko-augsburskim przy ulicy Młynarskiej (aleja 21, grób 12)
Materiały archiwalne Stefana Rygla znajdują się w PAN Archiwum w Warszawie pod sygnaturą III-112.